# San Juan Nepomuceno (Paraguai)
San Juan Nepomuceno é uma cidade do Paraguai, Departamento Caazapá. Sua economia é baseada na indústria.

## Transporte
O município de San Juan Nepomuceno é servido pelas seguintes rodovias:
- Caminho em terra ligando a cidade ao município de Buena Vista
- Caminho em terra ligando a cidade ao município de Tres de Mayo
- Caminho em pavimento ligando a cidade ao município de Abaí
- Caminho em pavimento ligando a cidade ao município de Iturbe (Departamento de Guairá)[1][2][3]